# قاعده درء
قاعدۀ دَرء (درأ) یکی از قواعد حقوق جزای اسلامی است.

## معنای لغوی درء
«درء» در لغت به معنای «دفع» است.

## مستندات این قاعده
علاوه بر حکم عقل مستندات دیگر آن عبارتند از:
1. حدیث
مانند آنچه شیخ صدوق از پیامبر اکرم (ص) نقل کرده است: «تدرء الحدود‌ بالشبهات» ترجمه: حدود را به شبهات دفع کنید.[۳]
2. تسالم اصحاب؛یعنی اینکه همه اصحاب امامیه، بلکه فقهای اسلام، به این قاعده استناد کرده ومطابق آن فتوا داده‌اند.
3. احراز موضوع شرط تنجّز حکم؛برای احراز حکم و صدور آن، تحقق موضوع و تمام جزئیاتش ضروری است؛ زیرا نسبت حکم با موضوع مانند نسبت معلول با علت است. بنابراین در امور قضایی تا قاضی تحقق واقعۀ خارجی را که به آن وقایع مادی دعوا می‌گویند، احراز نکند، نمی‌تواند اقدام به صدور حکم کند.[۱]